# Tocoa
Tocoa is een stad en gemeente (gemeentecode 0209) in het departement Colón in Honduras.
De hoofdplaats Tocoa heeft een oppervlakte van 890 ha, waarvan 380 ha bebouwd is.
Tocoa ligt in het dal van de Aguán, tussen de ketens Garcia en La Visinia. Door de gemeente stromen ook de Tocoa, de Gualaco en de Salamá.
Het klimaat is tropisch, met een gemiddelde temperatuur van 29 °C. De regenperiode is van mei tot december, met een gemiddelde regenval van 1000 mm per jaar.

## Geschiedenis
Het dorp Tocoa werd gesticht in 1871 door migranten uit Olancho. In 1882 werd het een gemeente. De meeste grond in het dal van de Aguán kwam in handen van de Trujillo Railroad Company. Deze was onderdeel van United Fruit Company die bananen vanuit Honduras exporteerde. In 1935 kwam de grond weer in handen van de Hondurese regering.
Er zijn pogingen geweest om het land onder arme boeren te verdelen. Een van de personen die zich daarvoor inzetten, was de jezuïtische pater Guadalupe Carney. Uiteindelijk kwamen de grootste stukken grond echter in handen van families die er kokospalm begonnen te telen. In 1998 richtte de orkaan Mitch veel schade aan.

## Bevolking
De bevolking is als volgt verdeeld:
| Vrouwen | 49.849 | 51,7% |
| Mannen  | 46.511 | 48,3% |

## Dorpen
De gemeente bestaat uit achttien dorpen (aldea), waarvan de grootste qua inwoneraantal: Tocoa (code 020901), La Abisinia (020908) en Zamora (020918).

## Geboren
- Said Martínez (1991), voetbalscheidsrechter